# Trybuna
Trybuna (с пол. — «Трибуна», [trɨˈbuna]) — польская левая газета, часто рассматриваемая как печатный орган левых сил (Социал-демократия Республики Польша, Союз демократических левых сил). Унаследовала множество традиций, включая название, от «Трыбуна Люду», официальной газеты Польской объединённой рабочей партии.

## История
Издавалась с 1990 по 2009 год. Из-за финансовых трудностей выход газеты был приостановлен. В апреле 2013 года начала выходить газета «Dziennik trybuna», которая продолжает традиции «Трибуны».

## Журналисты, работавшие в издании
- Кшиштоф Теодор Теплиц